# Охотний Ряд (станція метро)
55°45′56″ пн. ш. 37°37′00″ сх. д. / 55.76556° пн. ш. 37.61667° сх. д.
«Охотний ряд» (рос. Охотный ряд) — станція Сокольницької лінії Московського метрополітену. Відкрита 15 травня 1935.
Розташована між станціями «Луб'янка» і «Бібліотека імені Леніна», на території Тверського району Центрального адміністративного округу Москви. «Охотний ряд» — найближча до Красної площі станція метро.

## Історія і походження назви
Станція відкрита 15 травня 1935, у складі першої пускової черги Московського метрополітену — «Сокольники» — «Парк культури» з відгалуженням «Охотний ряд» — «Смоленська».
До 1938, від станції діяв віделковий рух (у співвідношенні 1:1) у напрямку станцій «Бібліотека імені Леніна» і «Комінтерн» (на середину 2010-х «Олександрівський сад»). Після відокремлення Арбатського радіуса в самостійну лінію тунель до «Олександрівського саду» (з 24.12.1946 став «Калінінською») використовувався для службових потреб. При будівництві торгового центру під Манежною площею в середині 1990-х років тунель був наполовину засипаний (була розібрана одна колія, яка раніше служила для руху від «Олександрівського саду», друга зберігалася).
Підземний перехід на станцію «Театральна» був відкритий тільки 30 грудня 1944, раніше перехід здійснювався тільки через спільний вестибюль.
29 листопада 1959, було відкрито вихід зі станції в один з перших підземних переходів у Москві (під Охотним рядом).
7 листопада 1974, відкрився другий перехідний коридор на станцію «Театральна», з цього моменту кожен з коридорів працює на перехід тільки в одну сторону.
Станція отримала свою назву по вулиці Охотний ряд (у той час — площа Охотного Ряду). Площа була названа по розташованим тут в XVIII—XIX століттях крамницях, де торгували здобиччю мисливців — битою дичиною і птицею. У XIX столітті Охотний ряд мав виключно торговий характер: там розташувалися торгові лавки, склади, готелі, трактири. У 1956, площа була перетворена на вулицю, яка в 1961—1990, була частиною проспекту Маркса.
25 листопада 1955, станція була перейменована на станцію імені Кагановича: через те, що московський метрополітен, носив досі ім'я радянського політичного діяча, який керував будівництвом метро, Л. М. Кагановича, отримав Ім'я Леніна, ім'я Кагановича закріпили за однією зі станцій. У 1957, колишній партійний лідер був знятий з вищих державних посад, і восени 1957 року (точніше встановити не вдалося), станцію перейменували назад в Охотний Ряд. 30 листопада 1961, станція знову перейменовано — в «Проспект Маркса» — по існувавшому тоді проспекту Маркса, названий на честь основоположника комунізму К. Г. Маркса. 5 листопада 1990, на хвилі дерадянізації, станції вдруге повернуто первісну назву.
«Охотний ряд» — єдина в Москві станція, що перейменовувалась 4 рази.

## Вестибюлі
Станція є пересадною на станцію «Театральна» Замоскворецької лінії . Перехід здійснюється по ескалаторах, розташованим в центрі залу, а також через суміщений вестибюль (східний), що має вихід на Театральну площу. Проте у пересадний вузол входить і станція «Площа Революції», але прямого переходу між ними немає, так як станції досить віддалені один від одної.
Західний підземний вестибюль станції виводить на Манежну площу і підземний перехід під нею, у нього також можна потрапити і з торгового центру під Манежною площею.

### Пересадки
- Театральна
- Площа Революції
- Автобуси: 38, 101, 144, 904, м1, м2, м3, м10, м27, с43, н1, н2, н6, н11, н12

## Технічна характеристика
Конструкція станції — пілонна трисклепінна (глибина закладення — 15 м). Споруджена за індивідуальним проєктом гірничим способом з оздобленням з монолітного бетону. При цьому спочатку зводилися стіни станції, потім на них зводилися склепіння (так званий «німецький спосіб»). На момент спорудження була найбільшою в світі станцією глибокого закладення. За початковим проєктом будівництво центрального залу не планувалося, проєкт було змінено вже після початку будівництва.

## Колійний розвиток
Колійний розвиток станції — 1 стрілочний перевід і одноколійна СЗГ з Філівською лінією .
Управління єдиним стрілочним переводом і світлофорами напівавтоматичної дії здійснюється з поста централізації станції «Олександрівський сад» (рос. Александровский сад), тому світлофори мають скорочену назву АС.
До будівництва підземного комплексу «Охотний ряд» за станцією в сторону «Бібліотеки імені Леніна» існувала двоколійна сполучна гілка з Філівською лінією до станції «Олександрівський сад». Але при будівництві комплексу парна гілка була засипана, стрілка по II колії розібрана. На середину 2010-х залишили тільки непарну з'єднувальну гілку, що використовують для службових цілей метрополітену. Також із закриттям парної гілки зник єдиний глухий перетин колій на головних коліях Московського метрополітену.

## Оздоблення
Масивні пілони виконані у вигляді здвоєних багатогранних колон, що облицьовані білим і сірим мармуром. У 2007–2008, проведена заміна облицювання колійних стін з жовтуватої керамічної глазурованої плитки на світлий мармур. (Елемент колишнього оздоблення колійних стін залишений з боку колії, що веде з центру в сторону «Вулиці Подбєльського»). Назва станції виконана металевим літерами на тлі з чорного мармуру, підлога викладена сірим гранітом. Центральний зал і посадочні платформи освітлюються кулястими світильниками, укріпленими на стелі. Раніше для освітлення центрального залу використовувалися світильники у вигляді торшерів, на зразок світильників, установлених у центральному залі станції Новокузнецька.
У східному аванзалі знаходиться мозаїчний портрет Карла Маркса (автор Євген Рейхцаум, 1964).

## Ресурси Інтернету
- «Охотний ряд» на офіційному сайті Московського метрополітену(рос.)
- «Охотний ряд» на сайті www.metro.ru(рос.)
- «Охотний ряд» на сайті metro.molot.ru(рос.)
- «Охотний ряд» на сайті news.metro.ru(рос.)
- План-схема станції на сайті mosmetro.ru(рос.)
- План-схема станції на сайті www.metroreklama.ru(рос.)
- «Охотний ряд» на сайті KartaMetro.info (рос.)
- «Охотний ряд» на Яндекс. Картах.(рос.)